# Åke Johansson
Åke „Bajdoff“ Johansson (19. března 1928, Norrköping, Švédsko – 21. prosince 2014) byl švédský fotbalista, který hrával na pozici záložníka. V roce 1957 získal ve Švédsku ocenění Guldbollen pro nejlepšího fotbalistu roku.

## Klubová kariéra
Celou svou kariéru strávil v klubu IFK Norrköping, se kterým vyhrál šestkrát titul ve švédské první lize Allsvenskan. Bylo to v letech 1952, 1956, 1957, 1960, 1962 a 1963. Za klub odehrál 321 zápasů, což je k roku 2012 stále klubový rekord.

## Reprezentační kariéra
Nastupoval za švédskou fotbalovou reprezentaci. Celkem odehrál v národním týmu 53 zápasů, vstřelil jednu branku.
Účast Åke Johanssona na vrcholových turnajích:
- Mistrovství světa 1958 ve Švédsku (2. místo po finálové porážce 2:5 s Brazílií, zisk stříbrných medailí[6], byl pouze náhradníkem a nenastoupil do žádného zápasu)[7]

### Reprezentační góly
Góly Åke Johanssona za A-tým Švédska
| Datum       | Stadion                               | Tým #1   | Výsledek | Tým #2                              | Soutěž          | Ref.  |
| ----------- | ------------------------------------- | -------- | -------- | ----------------------------------- | --------------- | ----- |
| 17. 6. 1956 | Stadionul 23 August Bukurešť Rumunsko | Rumunsko | 0:2      | Švédsko 30' Thillberg 55' Johansson | Přátelský zápas | [ 8 ] |